# Лодейзен, Рифка
Рифка Лодейзен (род. 16 октября 1972, Амстердам) — нидерландская актриса. Дочь художника Франка Лодейзена.

## Биография
Лодейзен дебютировала с небольшой ролью в фильме 1991 года «Провинция». Её заметил кинорежиссёр Эдди Терстолл, и она сыграла роль в его фильме 1996 года «Ублюдки и подружки невесты».
Рифка получила высшую нидерландскую кинопремию «Золотой телёнок» за лучшую женскую роль на Нидерландском кинофестивале 2009 года за роль в фильме Эстер Ротс «Могу пройти сквозь кожу».
Она также получила премию «Золотой телёнок» за лучшую женскую роль в телевизионной драме в 2012 году за роль в телесериале «Оверспел» Фрэнка Кетелаара.
Также она была номинирована на премию «Золотой телёнок» за роли в фильмах «Тонио» (2016) и «Исчезновение» (2017).
Лодейзен также написала сценарий для «Маленького Ледникового периода» (2017) в сотрудничестве с Паулой ван дер Ост.